# Lijst van Griekse spreekwoorden en uitdrukkingen
γνῶθι σεαυτόν.
"Ken uzelf"
Διαίρει καὶ βασίλευε.
"Verdeel en regeer."
ἐρημία μεγάλη ´στὶν ἡ Μεγάλη πόλις
"een (letterlijk: de) grote stad is een grote eenzaamheid." (Aangehaald als ouder citaat door Strabo: Geographika XVII)
Εὕρηκα!
"Ik heb het gevonden!"
θέρος, τρύγος, πόλεμος.
"Zomer, oogst, oorlog."
Λίθος κυλινδόμενος τὸ φῦκος οὐ ποιεῖ.
"Op een rollende steen groeit geen zeewier." (Geciteerd door Erasmus: Adagia 3.4.74)
Λόγος δυνάστιν μέγας εστίν.
"Het woord is een machtig heerser" (Gorgias)
Μηδέν άγαν.
"Niets te zeer" (doe alles met mate)
Νοῦς ὑγιής ἐν σώματι ὑγιεῖ.
"Een gezonde geest in een gezond lichaam"
Οἶδα θνητὸϛ ὢν.
"Ik weet dat ik sterfelijk ben."
ὅπερ ἔδει δεῖξαι (ΟΕΔ)
"Wat moest bewezen worden" (Euclides en Archimedes)
όποιος δεν έχει μυαλό έχει πόδια.
"Wie geen hersens heeft, heeft benen."
Ξένος ὢν ἀκολούθει τοῖς ἐπιχωρίοις νόμοις.
"Als je een vreemdeling bent, volg dan de wetten van het land."
Πάντα ῥεῖ καὶ οὐδὲν μένει.
"Alles stroomt en niets blijft." (Spreuk die vaak in verband wordt gebracht met Heraclitus.)
Πάντων χρημάτων μέτρον ἄνθρωπος ἔστιν.
"De mens is de maat van alle dingen." (citaat van Protagoras, aangehaald in Plato's Theaetetus)

## Zonder originele Griekse tekst
"Een aap blijft altijd een aap, ook al kleedt hij zich in purper." (Erasmus, Lof der Zotheid XVII: "... iuxta Graecorum proverbium, simia semper est simia, etiam si purpura vestietur.")